# Вепринцев, Борис Николаевич
Борис Николаевич Вепринцев (4 апреля 1928 — 11 апреля 1990) — советский учёный, биофизик, лауреат Государственной премии СССР. Известный собиратель звуковых записей голосов птиц в природе.

## Биография
Борис Николаевич Вепринцев родился в семье профессионального революционера, члена РСДРП(б) с 1903 года, Николая Александровича Вепринцева и Зинаиды Михайловны, урождённой ? (1892—1982). В 1932 году отец был объявлен врагом народа, арестован и сослан в Барнаул, а через 3 года в Воркуту. В 1940 году он был списан по болезни и отправлен на жительство в Ливны. В 1941 году он скончался при эвакуации в больнице Моршанска. Матери Бориса Вепринцева после ареста главы семьи было предписано выехать из Москвы, но благодаря заступничеству друга семьи Серго Орджоникидзе они остались жить в столице.
Во время учёбы в школе в шестом классе он вступил в КЮБЗ — кружок юных биологов при Московском зоопарке. Однажды он присутствовал на встрече учёных-биологов и услышал диск с записями птичьих песен, записанные Людвигом Кохом, который жил в эмиграции в Великобритании. В 1947 году Борис Вепринцев поступил на биологический факультет МГУ. Во время учёбы на кафедре зоологии позвоночных он занимался научными исследованиями, бывал в биологических экспедициях. 1 июня 1951 года студент 4 курса биологического факультета МГУ Вепринцев арестован МГБ. 8 сентября того же года ОСО при МГБ СССР осудило Бориса Вепринцева по статьям 17-58-8, 58-10 на 10 лет ИТЛ.  По мнению С. Э. Шноля причина  ареста была в том, что органы подозревали Бориса в укрывательстве отца, о судьбе которого они, якобы, не знали. Был в заключении в Бутырской тюрьме, Камышлаге, и позднее в лагерях под Омском.  После смерти Сталина старый революционер Г. М. Кржижановский обратился с просьбой освободить Бориса Вепринцева. Он был привезён в Москву и до повторного суда находился в следственной тюрьме. По другим данным дело было прекращено 30 июня 1954 года постановлением КГБ при СМ СССР, после чего Вепринцева освободили.
Борис Вепринцев восстановился на биологическом факультете  МГУ в 1955 году, но продолжить обучение на кафедре зоологии позвоночных не удалось из-за того, что заведующий Н. П. Наумов усомнился: "А у вас уже все документы в порядке?" Пришлось окончить биофак по кафедре биофики. В 1956 году Борис поступил в аспирантуру. Он занимался исследованиями свойств клеточных мембран. В 1957 году он начал записывать голоса птиц. Первый опыт получился не слишком удачным, но ему удалось создать аппарат, способный работать в природных условиях. В 1960 году вышла первая пластинка с записями птиц в природе. Один из авторских экземпляров Борис Вепринцев отправил в Великобританию Людвигу Коху. Н. С. Хрущёв одобрил пластинку с записями птичьих голосов и в дальнейшем вышло ещё несколько пластинок с такими записями. Всего за свою жизнь Борис Вепринцев сделал несколько сотен подобных записей, в числе которых более 500 птичьих голосов.
В 1971 году Б. Н. Вепринцев защитил диссертацию на соискание степени доктора биологических наук по теме «О связи электрической активности нервной клетки с синтезом в ней РНК и роли клеточной мембраны в регулировании биосинтеза РНК в клетке».
Похоронен в Пущино.

## Труды
- Методика и техника записей голосов животных в полевых условиях. М., 1963 (совм. с В. И. Марковым);
- Консервация генетических ресурсов. Пущино, 1980 (совм. с Н. Н. Ротт);
- Проблема сохранения генофонда. Пущино, 1984 (совм. с Н. Н. Ротт).

## Награды
- Государственная премия СССР (1982)